# アンディ・ボウン
アンディ・ボウン（Andy Bown、1946年3月27日 - ）は、キーボードとベースを専門とするイングランドのミュージシャン。ロック・バンド、ステイタス・クォーのメンバーを務めている。

## 略歴
ボウンの最初のメジャー・バンドはピーター・フランプトンと共に在籍したザ・ハードであった。ザ・ハード解散後、1970年のワイト島フェスティバルのオープニング・アクトを務めたジューダス・ジャンプと2年間を過ごした。1970年代にピーター・フランプトン・バンドで（最初はキーボードを）演奏し、その後、1975年初頭にリック・ウィルスがフランプトン・バンドを脱退したとき、短期間ながらベースに転向した。ちょうどフランプトンが世界的な成功を収めようとしていた頃、1年も経たないうちにボウンはフランプトンのバンドを自分の意志で脱退した。イギリスへと戻り、そこで初めてソロ・キャリアに着手し（ビル・ガフがGMのレーベルである米国マーキュリーで2枚のソロ・アルバムをレコーディング）、その後、1973年からセッション・ミュージシャンとしてキーボードを演奏し始め、ステイタス・クォーでの仕事を再開した。なお、その頃のセッションには、ジェリー・リー・ルイスのアルバム『ロックン・ロール・スーパー・セッション』や、ジャック・ザ・ラッドの最後のアルバム『ジャックポット』への参加が含まれている。アンディはその年のクォーのアルバム『ハロー!!』に初参加。1977年の『ロッキン・オール・オーヴァー・ザ・ワールド』以降は、バンドのすべてのアルバムで演奏し、コンサートでもサポートしている。1982年にステイタス・クォーに正式メンバーとして加入し、それ以来ずっと在籍し続けている。
ボウンは1970年代に「New York Satyricon Zany」や「Another Shipwreck」など数多くのシングルをリリースしたが、いずれもチャートにはランクインしなかった。そして、彼の作による最も有名な曲は、子供向けテレビ・シリーズ『Ace of Wands』のテーマ曲「Tarot」であった。また5枚のアルバムをリリースし、その最初のアルバム『ゴーン・トゥ・マイ・ヘッド』は1972年にリリースされた。
最新ソロ・アルバム『Unfinished Business』は、2011年9月5日にリリースされた。このアルバムはマイク・パックスマンがプロデュースし、クリス・ウェストがレコーディングしたもので、ドラムのヘンリー・スピネッティ、ギターのミック・ロジャース、ベースのトレヴァー・ボールダーとブラッド・ラング、さらにボーカリストのジュリエット・ロバーツとシルヴィア・メイソン＝ジェイムズが参加している。2010年にサリー州リッチモンドにあるステイト・オブ・ザ・アーク・スタジオで録音された。
1980年と1981年に、ピンク・フロイドのザ・ウォール・ツアーにおいて「代理バンド」のベーシストを務め、ライブ・アルバム『ザ・ウォール・ライヴ:アールズ・コート1980-1981』では、その演奏を聴くことができる。彼はピンク・フロイドのアルバム『ファイナル・カット』でもキーボードを担当した。さらに、1984年のロジャー・ウォーターズのソロ・アルバム『ヒッチハイクの賛否両論』のレコーディングではハモンドオルガンと12弦ギターを演奏したが、ウォーターズのその後のツアーには参加しなかった。
彼は今でもステイタス・クォーでキーボード、ギター、ハーモニカを演奏しており、バンドに欠かせない存在となり、さまざまなスタジオ・アルバムでクォーの有名な曲を数多く共作している。最も顕著なのは、グループ1979年のヒット曲「Whatever You Want」でのリック・パーフィットとの共作である。

## 使用楽器
ライブ・パフォーマンス中、ボウンはローランドRD-700・ピアノ、ハモンドC3・オルガン、ローランドD-70・シンセサイザーを使用し、これらをローランドU-220、E-muヴィンテージ・キーボード・モジュール、AKAIサンプラー、レスリー・スピーカーに接続している。
ボウンはヴィンテージのフェンダー・テレキャスター、ギブソン・レスポール、ワッシュバーンのセミアコースティック、そしてタカミネのアコースティックを使用している。また、J・デイヴィー・ギターズ製のカスタム・テレキャスター・タイプとストラトキャスター・タイプを使用し、リック・パーフィットのカスタムメイド・フェンダー・テレキャスター・シンラインを使用することもある。

## ディスコグラフィ

### スタジオ・アルバム
- 『ゴーン・トゥ・マイ・ヘッド』 - Gone to My Head (1972年)
- Sweet William (1973年)
- 『カム・バック・ロマンス・オール・イズ・フォーギヴン』 - Come Back Romance, All is Forgiven (1977年)
- Good Advice (1978年)
- Unfinished Business (2011年)